# タイタニック (ミュージカル)
『タイタニック』（Titanic）は、1912年のタイタニック号沈没事件を題材としたブロードウェイミュージカルである。ピーター・ストーン脚本、モーリー・イェストン作詞・作曲。1997年4月23日初演。初演の演出はグレン・ウォルフォードが担当。2013年からの上演はトム・サザーランドの新演出版がある。
タイタニック号の出港から沈没までを描く。

## 主な登場人物
- トーマス・アンドリューズ ※（主人公、タイタニック号の設計士）
- E・J・スミス ※（タイタニック号の船長）
- ウィリアム・マードック ※（一等航海士）
- ハロルド・ブライト ※（二等通信士）
- フレデリック・バレット ※（ボイラー係）
- ウォーレス・ハートリー ※（タイタニック号に乗船した楽士団のバンドマスター）
- ヘンリー・エッチズ（一等船客の客室係）
- J・ブルース・イズメイ ※（タイタニック号の船主）
- イジドー・ストラウス ※（一等船客のアメリカ人実業家）
- イーダ・ストラウス ※（イジドー・ストラウスの妻）
- アリス・ビーン （アメリカ人の二等船客）
- ジム・ファレル※ （アイルランド移民の三等船客）
- ケイト・マクガワン （アイルランド移民三等船客）

 ※印は、タイタニック号に乗船した実在の人物名

## 公演記録等
- 1997年4月23日 - 1999年5月21日 ： ブロードウェイ、ラント・フォンタン劇場にて804公演。
1997年度トニー賞、最優秀ミュージカル作品賞、最優秀ミュージカル脚本賞、最優秀作詞作曲賞、最優秀ミュージカル装置デザイン賞、最優秀編曲賞の5部門受賞した。
- 1999年 ： 全米ツアー
- 2006年 ： トロント、オーストラリア、ウェスト・エンド（11月、チャーチル劇場）
- 2013年 ： 演出がトム・サザーランドでの新演出版がロンドンで上演[1]

## 日本での公演

### フジテレビ制作版
2007年（初演）
- 1月15日 - 2月4日 ： 東京国際フォーラムで上演
- 演出：グレン・ウォルフォード、翻訳・訳詞・演出補：寺崎秀臣、音楽監督：清水恵介
- 主催・企画制作：フジテレビ、主催：電通、朝日新聞社、ぴあ

2009年
- 1月24日 - 2月8日 ： 東京国際フォーラムで上演
- 演出：グレン・ウォルフォード
- 主催・企画制作：フジテレビ

| 主要キャスト             | 2007年     | 2009年     |
| ------------------------ | ---------- | ---------- |
| トーマス・アンドリューズ | 松岡充     | 松岡充     |
| E・J・スミス             | 宝田明     | 宝田明     |
| ウィリアム・マードック   | 岡田浩暉   | 戸井勝海   |
| ハロルド・ブライト       | 鈴木綜馬   | 岡田浩暉   |
| フレデリック・バレット   | 岡幸二郎   | 宮川浩     |
| ウォーレス・ハートリー   | 浜畑賢吉   | 浜畑賢吉   |
| ヘンリー・エッチズ       | 藤木孝     | 藤木孝     |
| J・ブルース・イズメイ    | 大澄賢也   | 大澄賢也   |
| イジドー・ストラウス     | 光枝明彦   | 光枝明彦   |
| イーダ・ストラウス       | 諏訪マリー | 諏訪マリー |
| アリス・ビーン           | 森口博子   | 入絵加奈子 |
| ジム・ファレル           | 浦井健治   | kimeru     |
| ケイト・マクガワン       | 紫吹淳     | 華城季帆   |

### 梅田芸術劇場制作版
- 2013年にロンドンで上演されたトム・サザーランドによる新演出版。
- キャストの人数は最小限に抑えられアンドリュース、イスメイ、スミスの3名以外は全員二役以上の兼役にて演じた。 フジテレビ制作版とは登場人物の表記も一部異なる。

2015年
- 3月14日-29日：Bunkamura シアターコクーン、4月1日-5日：シアター・ドラマシティで上演
- 演出：トム・サザーランド、翻訳・訳詞・演出補：市川洋二郎、音楽監督：金子浩介
- 企画・制作：梅田芸術劇場　主催：梅田芸術劇場／ぴあ

2018年
- 10月1日-13日：日本青年館、10月17日-10月22日：シアター・ドラマシティで上演。
- 演出：トム・サザーランド、翻訳・訳詞：市川洋二郎、音楽監督：前嶋康明
- 企画・制作：梅田芸術劇場　主催：梅田芸術劇場／ぴあ

| キャスト                 | 2015年           | 2018年       |
| ------------------------ | ---------------- | ------------ |
| トーマス・アンドリュース | 加藤和樹         | 加藤和樹     |
| ブルース・イスメイ       | 鈴木綜馬         | 石川禅       |
| エドワード・スミス       | 光枝明彦         | 鈴木綜馬     |
| イジドール・ストラウス   | 佐山陽規         | 佐山陽規     |
| アイダ・ストラウス       | 安寿ミラ         | 安寿ミラ     |
| フレデリック・バレット   | 藤岡正明         | 藤岡正明     |
| ヘンリー・エッチス       | 戸井勝海         | 戸井勝海     |
| チャールズ・クラーク     | 佐藤隆紀         | 相葉裕樹     |
| ウィリアム・マードック   | 津田英佑         | 津田英佑     |
| ジム・ファレル           | 古川雄大         | 渡辺大輔     |
| ハロルド・ブライト       | 上口耕平         | 上口耕平     |
| チャールズ・ライトーラー | 小野田龍之介     | 小野田龍之介 |
| ウォーレス・ハートリー   | 矢崎広           | 木内健人     |
| フレドリック・フリート   | 入野自由         | 吉田広大     |
| ベルボーイ               | 矢崎広           | 百名ヒロキ   |
| エドガー・ビーン         | 栗原英雄         | 栗原英雄     |
| アリス・ビーン           | シルビア・グラブ | 霧矢大夢     |
| キャロライン・ネビル     | 未来優希         | 菊地美香     |
| ケイト・マクゴーワン     | 則松亜海         | 小南満佑子   |
| ケイト・マーフィー       | 菊地美香         | 屋比久知奈   |
| ケイト・ムリンズ         | 関谷春子         | 豊原江理佳   |